# Just Getting Started
Pour plus de détails, voir Fiche technique et Distribution.
Just Getting Started est une comédie américaine écrite et réalisée par Ron Shelton et sortie en 2017. 

## Fiche technique
- Titre original : Just Getting Started
- Titre de travail : Villa Capri
- Réalisateur : Ron Shelton
- Scénario : Ron Shelton
- Directeur de la photographie : Barry Peterson
- Montage : Paul Seydor
- Musique : Alex Wurman
- Décors : Wendy Ozols-Barnes
- Costumes : Carol Oditz
- Direction artistique : Derek Jensen
- Producteurs : Bill Gerber et Steve Richards
- Sociétés de production : Broad Green Pictures, Endurance Media, Entertainment One et Gerber Pictures
- Société de distribution : Broad Green Pictures
- Pays d'origine : États-Unis
- Genre : comédie
- Durée : 91 minutes
- Budget : 22 millions $
- Date de sortie : 
  -  États-Unis : 8 décembre 2017
  -  France : 16 septembre 2020 (DVD)

## Distribution
- Morgan Freeman (VQ : Guy Nadon) : Duke Diver
- Tommy Lee Jones (VQ : Éric Gaudry) : Leo McKay
- Rene Russo (VQ : Hélène Mondoux) : Suzie Quinces
- Joe Pantoliano : Joey
- Jane Seymour : Delilah
- Glenne Headly : Margarite
- Sheryl Lee Ralph (VQ : Claudine Chatel) : Roberta
- Elizabeth Ashley (VQ : Marie-Andrée Corneille) : Lily
- Kristen Rakes : Ginger
- Graham Beckel (VQ : Jean-Marie Moncelet) : Burt
- Mel Raido : Oscar
- George Wallace (VQ : Yves Corbeil)  : Larry
- Nick Peine : Jimmy

## Tournage
Le tournage s'est déroulé pendant l'été 2016 en Californie, principalement à Palm Springs et à Santa Clarita, ainsi qu'au Nouveau-Mexique. Tommy Lee Jones retrouve le réalisateur Ron Shelton 23 ans après Cobb. Rene Russo quant à elle avait joué dans Tin Cup sous sa direction.

## Box-office
Sorti en décembre 2017, le film est un gros échec, ne cumulant que 6,7 millions de $ au box-office. Le week-end de sa sortie, il est dépassé par des films sortis en novembre tels que Justice League, Wonder et The Disaster Artist.